# Produzione lorda vendibile

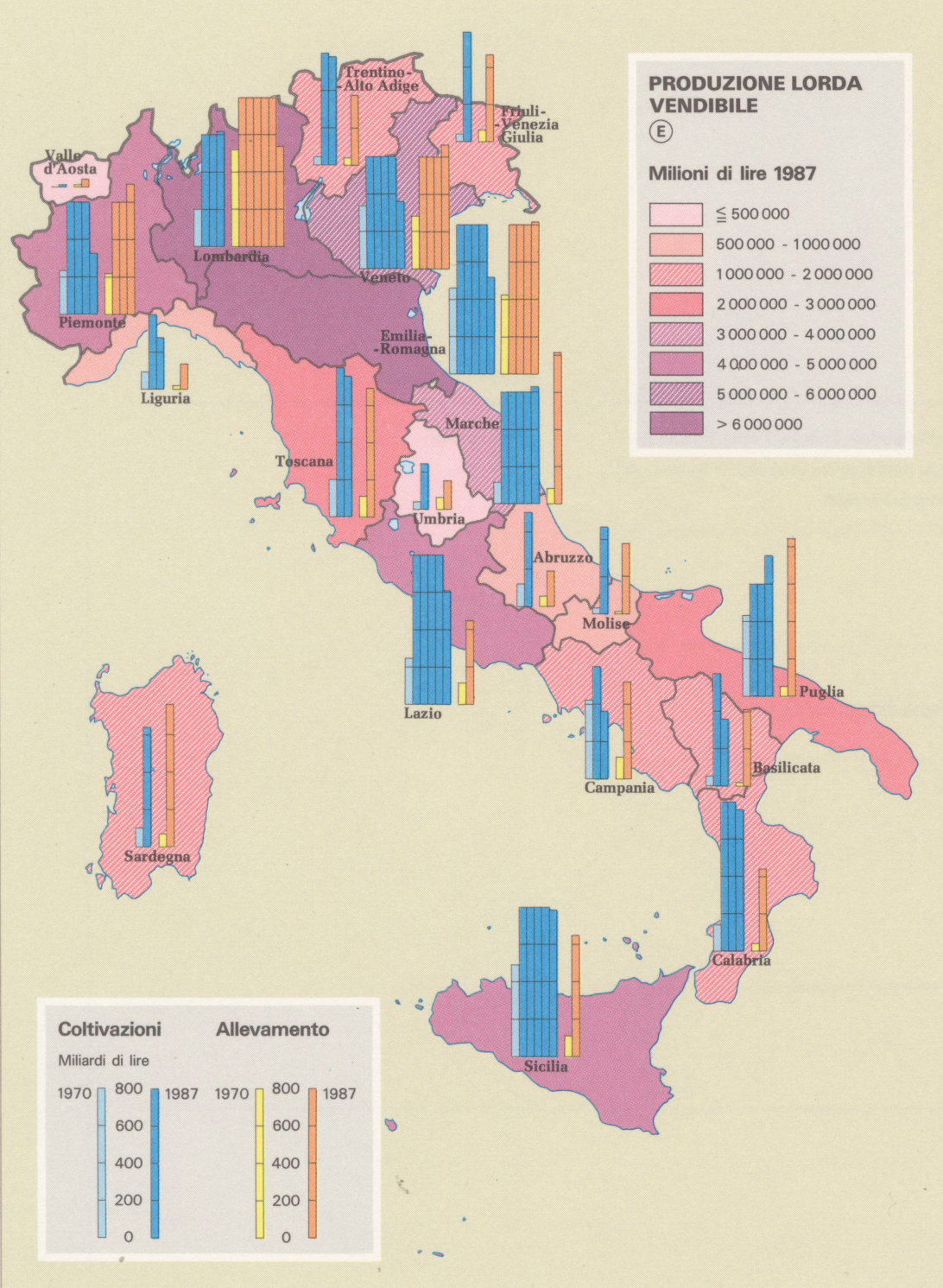
Distribuzione per regione della produzione lorda vendibile in Italia, 1987

La produzione lorda vendibile (PLV) è il valore che si ottiene sottraendo dalla produzione lorda totale (Plt) di una azienda agricola i reimpieghi che vengono effettuati in azienda (definibili come produzione reimpiegata o Pr).

## Calcolo
La formula per ottenere la PLV è:
PLV = Plt - Pr
Tra i prodotti reimpiegati (Pr) sono ad esempio compresi gli alimenti per il bestiame prodotti in azienda oppure la porzione delle produzioni vegetali utilizzate per la semina.
I prodotti o i servizi che vengono autoconsumati dall'imprenditore agricolo e dalla sua famiglia sono inclusi nella PLV. Per stimarne il valore può essere utilizzato il loro prezzo di mercato, al netto del costi sostenuti per ottenerli e a quelli che si dovrebbero sostenere per una loro eventuale commercializzazione. L'unità di misura della PLV è economica, e può essere utilizzata la valuta del paese nel quale l'azienda opera.

## Utilizzo
Essendo la PLV misurata non in termini di quantità fisiche ma in denaro, il suo valore può essere usato per confrontare aziende agricole di diversi settori produttivi. La PLV rappresenta così un dato importante per la classazione dimensionale delle aziende agricole, e viene utilizzata nelle statistiche agricole.
Il valore della PLV entra poi come numeratore in indici economici che permettono di analizzare alcuni aspetti dell'attività agricola, come ad esempio:
- PLV/SAU (e cioè produzione lorda vendibile per ettaro), che permette di esprimere sinteticamente la produttività del terreni di una azienda,

- PLV/UL (e cioè produzione lorda vendibile per unità di lavoro agricolo), che esprime invece la produttività del lavoro.[5]

Oltre che nell'analisi micro-economica e nella classificazione delle singole aziende, le PLV aziendali vengono sommate per utilizzare il dato complessivo in analisi macroeconomiche, ad esempio per confrontare l'andamento produttivo in diverse annate agrarie per determinati territori e/o settori produttivi agricoli.